# Slovenska hokejska liga 1998/99
Sezona 1998/99 Slovenske hokejske lige je bila osma sezona slovenskega prvenstva v hokeju na ledu. Naslov slovenskega prvaka so petič osvojili hokejisti HK Olimpija, ki so v finalu s 3:0 v zmagah premagali HK Slavija. Moštvo HK Acroni Jesenice je bilo zaradi neudeležbe dveh tekem državne lige zaradi stavke igralcev avtomatsko izklučena iz prvenstva.

## Končnica

### Finale
Igralo se je na tri zmage po sistemu 1-1-1-1-1.
|  | HK Olimpija | 5:1 | HK Slavija | Hala Tivoli, Ljubljana |

| Poročilo tekme | Poročilo tekme | Poročilo tekme | Poročilo tekme | Poročilo tekme |
| -------------- | -------------- | -------------- | -------------- | -------------- |
|                |                |                |                |                |

|  | HK Slavija | 2:7 | HK Olimpija | Dvorana Zalog, Ljubljana |

| Poročilo tekme | Poročilo tekme | Poročilo tekme | Poročilo tekme | Poročilo tekme |
| -------------- | -------------- | -------------- | -------------- | -------------- |
|                |                |                |                |                |

|  | HK Olimpija | 7:2 | HK Slavija | Hala Tivoli, Ljubljana |

| Poročilo tekme | Poročilo tekme | Poročilo tekme | Poročilo tekme | Poročilo tekme |
| -------------- | -------------- | -------------- | -------------- | -------------- |
|                |                |                |                |                |

## Končna lestvica prvenstva
1. HK Olimpija
2. HK Slavija
3. HK Bled
4. HK HIT Casino Kranjska Gora
5. HDK Proton avto Maribor
6. HK Cloetta Triglav Kranj
7. HDK Bled

## Najboljši strelci
G - goli, P - podaje, T - točke
| #  | Igralec           | Klub                | G  | P  | T  |
| -- | ----------------- | ------------------- | -- | -- | -- |
| 1  | Ivo Jan           | HK Olimpija         | 51 | 28 | 79 |
| 2  | Dejan Kontrec     | HK Olimpija         | 19 | 46 | 67 |
| 3  | Mike Tomlak       | HK Olimpija         | 24 | 36 | 60 |
| 4  | Ildar Rahmatuljin | HK Olimpija         | 33 | 22 | 55 |
| 5  | Yves Heroux       | HK Olimpija         | 20 | 16 | 36 |
| 6  | Kimbi Daniels     | HK Olimpija         | 10 | 26 | 36 |
| 7  | Marjan Gorenc     | HK Bled HK Olimpija | 14 | 21 | 35 |
| 8  | Josef Pethö       | HK Bled             | 12 | 19 | 31 |
| 9  | Chris Imes        | HK Olimpija         | 9  | 22 | 31 |
| 10 | Zdenek Šperger    | HK Bled             | 14 | 13 | 27 |